# Santiago Silva
Santiago Martín Silva Olivera (Montevideo, (9 de diciembre de 1980) es un futbolista profesional uruguayo que juega como delantero. 
Con 133 goles, es el futbolista uruguayo con mayor cantidad de goles en la historia de la Primera División de Argentina, superando a Enzo Francescoli que cuenta con 115.
Fue el goleador del Apertura 2009 jugando para Banfield y del Apertura 2010 con Vélez Sarsfield.

## Trayectoria

### Inicios en Uruguay, paso por Brasil y por Europa
Comenzó su carrera profesional en el club Central Español en la Segunda División de su país natal en 1998; y entre 1999 y 2005 jugó en River Plate de Montevideo, donde anota 15 goles. En su paso por Defensor Sporting anotó 8 goles y en Nacional no logró convertir. En 2002 jugaría en Brasil, donde vestiría la camiseta de Corinthians. En 2003 parte a Alemania para jugar en Energie Cottbus, donde logra anotar 16 goles en 32 partidos. Al año siguiente ficha por Beira Mar de Portugal, donde anota 14 goles en 30 partidos.

### Newell's
Pasó por Newell's donde jugó la temporada del Apertura 2005 disputando 14 partidos de las cuales jugó 12 como titular, anotando 4 goles. Se fue de dicho club como jugador libre.
Y después jugó en Gimnasia 

### Vélez
En el Clausura 2008 fue el máximo anotador del Fortín, con siete tantos en su contador personal.

### Banfield
Tras un flojo Apertura 2008, se incorporó a préstamo por un año a Banfield. Tuvo una gran actuación durante el Torneo Apertura 2009, anotando 14 goles en la campaña que le dio al club su primer título local. Con su desempeño en el club del sur del Gran Buenos Aires, adquirió mucha relevancia en el mercado local.

### Retorno a Vélez
Tras regresar a Vélez, durante el Torneo Apertura 2010 nuevamente se consagró como el goleador del campeonato con 11 anotaciones junto con Denis Stracqualursi y obtuvo el subcampeonato con su equipo. El 2 de junio de 2011, en la semifinal de la Copa Libertadores 2011, contra Peñarol, falló un penal a los 76 minutos, con el cual hubiera logrado posiblemente la clasificación a la fase final. Silva se reivindicó de ese penal fallado definiendo de cabeza el primer gol frente a Huracán en el Clausura 2011, con el que consiguió su segundo campeonato personal en la Argentina y el primero con Vélez Sarsfield. Hasta el día de hoy es muy querido y recordado por los parciales del club.

### Fiorentina
En ese mismo año se confirmó su traspaso a la Fiorentina club que pagó 2.500.000 dólares por su pase. El 11 de septiembre debuta con a camiseta de la fiore ante el Bologna. Entró en el minuto 80 en la victoria de su equipo 2-0, aunque sin convertir. El 4 de diciembre marca su primer y único gol en el club italiano desde el punto del penal en la victoria 3 a 0 de su equipo ante la Roma. Su sequía goleadora en Italia hizo replantear a Silva volver a Sudamérica, hecho que se concretaría en esa misma temporada, cuando Silva retornó a Argentina.

### Boca Juniors
Jugó su primer partido con Boca Juniors en el primer encuentro de la fase de grupos de la Copa Libertadores frente al Zamora de Venezuela. El 28 de febrero la AFA le permitió jugar el campeonato local y la Copa Argentina por la lesión de Nicolás Colazo, en una decisión polémica que causó la oposición de la dirigencia de Vélez Sarsfield.
Tras 727 minutos jugados con la camiseta xeneize, en la fecha 8 del Torneo Clausura 2012 consiguió su primer gol en Boca Juniors, ante Estudiantes de La Plata, partido que terminó 3-0 a favor de su equipo. El 2 de mayo, ante Unión Española, marcaría el gol que le daría la victoria al equipo xeneize por 2-1, este sería su segundo gol en la Bombonera y su primero en el equipo a nivel internacional. Por la final de la Copa Argentina 2011/12 contra Racing, anotó el 1-0, finalmente el partido terminó 2-1. El 28 de octubre de 2012 marcaría su primer gol en un Superclásico ante Club Atlético River en el Monumental, marcando un penal y estableciendo el 2-1, el otro gol lo anotaría Walter Erviti. El 18 de diciembre le convierte un gol a su exequipo a Vélez en la victoria 1-0.

### Lanús
Luego de idas y venidas rescindió el contrato con Boca Juniors y fichó para el club Lanús, clásico rival de Banfield, su ex equipo. En su primer partido en Lanús marcó dos goles para la victoria 3 a 0 ante Belgrano. Volvió a marcar contra la Universidad de Chile por la Copa Sudamericana 2013, anotando el primer tanto del partido. Por el mismo torneo internacional le convirtió de nuevo a River Plate y a Club Libertad en el partido semifinal. Finalmente, el 11 de diciembre de 2013 se consagró campeón de la Copa Sudamericana 2013 con el conjunto de Lanús, siendo una pieza clave del equipo dirigido por Guillermo Barros Schelotto y su hermano Gustavo Barros Schelotto.
En marzo de 2015 el delantero se negó a concentrar e ir al banco de suplentes, por lo que fue sancionado por la dirigencia de Lanús con una pena económica (30 días sin goce de sueldo). Finalmente arregló su desvinculación del club, y una semana más tarde se incorporó a Arsenal de Sarandí.

### Arsenal de Sarandí
Tras una semana de su salida conflictiva de Lanús, el delantero se sumó a Arsenal Fútbol Club en marzo de 2015. A pesar de que el libro de pases ya estaba cerrado, el club de Sarandí pidió a la AFA la habilitación para incorporar a otro jugador por la lesión que había sufrido el defensor José San Román. Su primer partido fue ante Aldosivi por liga, donde perdió 0-3. Anotó sus primeros dos goles con el club durante la victoria de Arsenal 3-0 frente a Newell's. Jugó tres competencias en el equipo de Sarandí: la Primera División 2015, la Copa Argentina 2014-15, y la Copa Sudamericana 2015. Convirtió 8 goles en este ciclo, que se cerró cuando su contrato terminó en diciembre de ese mismo año.

### Segundo paso por Banfield
Tras estar un año en Arsenal volvió a Banfield, firmando un contrato hasta junio de 2017. En su primer partido le dio una asistencia a Lihué Prichoda para que este convirtiera el segundo gol de Banfield. En su tercer partido falló un penal, pero después anotó un gol para el empate 1-1 ante Quilmes. También marcó de penal en la fecha 5 frente a Godoy Cruz. Luego marcó un gol ante River Plate en el Monumental, donde a Banfield le empatarían el partido sobre el final. Ese mismo partido fue el fin del ciclo de Claudio Vivas como director técnico de Banfield. Este fue reemplazado por Julio César Falcioni, entrenador del plantel campeón en 2009, en el que Silva fue el goleador, pero el equipo tampoco encontraría buenos resultados. Banfield terminó en los últimos lugares del campeonato, siendo Silva el goleador del equipo con 4 tantos. En el siguiente campeonato Silva fue uno jugadores con mayor rendimiento en el equipo, marcándoles a equipos como River, Vélez y Estudiantes. Sin embargo, debido al mal presente económico del club, Silva y otros jugadores quedaron libres a cambio de la deuda del club hacia ellos.

### Universidad Católica
El 18 de enero de 2017, el "Tanque" Silva fichó en la Universidad Católica de la Primera División de Chile, lo que será su primer ciclo en el fútbol chileno. Silva jugará por un año en el equipo de Mario Salas, siendo el elegido para reemplazar al retirado jugador cruzado Nicolás Castillo. Dado su mal rendimiento durante la temporada 2017 con el elenco cruzado, no le fue renovado su contrato, finalizando así de la peor manera su paso por el fútbol chileno.

### Talleres
El 26 de enero de 2018 se convirtió en refuerzo de Talleres para la segunda parte del torneo de Primera División de Argentina, es el octavo equipo argentino en la carrera del "Tanque". Realizó su debut con la camiseta del "Albiazul" el 5 de febrero frente a Temperley; fue suplente e ingresó en el segundo tiempo, por Junior Arias, lo hizo con la camiseta número 23. Le bastaron pocos partidos para convertir un gol, este lo marcó frente a San Martín de San Juan, partido que terminó en empate 1 a 1.

### Vuelta a Gimnasia
En julio de 2018 volvió a Gimnasia y Esgrima La Plata, iniciando así su segundo ciclo en el cuadro platense. Al igual que en su primera etapa en el club fue pedido por el entrenador Pedro Troglio. Allí jugó la mayoría de los partidos del campeonato de Primera División y de la Copa Argentina, en la que Gimnasia llegó a la final pero cayó ante Rosario Central en los penales. Terminó yéndose del club porque no llegó a un acuerdo con la comisión directiva. Silva concretó en su segundo ciclo en el club 34 partidos disputados, marcando 10 tantos. Entre sus dos etapas en el club platense suma un total de 78 partidos disputados y 25 tantos, quedando así como el segundo club donde más jugó y el tercero donde más goles anotó.

### Argentinos Juniors
Luego de finalizar la temporada en el conjunto platense se marchó libre a Argentinos Juniors. Debutó el 11 de julio de 2019 como titular frente a Colón de Santa Fe por los octavos de final de la Copa Sudamericana 2019. En Argentinos Juniors marcó 5 goles, teniendo un buen campeonato en lo colectivo llegando al 4° puesto.

#### Suspensión
En 2020, a poco más de un mes de cumplir los 40 años, la Asociación de Fútbol Argentino suspendió a Santiago Silva por dos años debido a los altos niveles de testosterona que le fueron detectados a él en un test realizado el 12 de abril de 2019, cuando todavía jugaba para Gimnasia y Esgrima La Plata. A pesar de que Silva adujo que los niveles detectados eran producto de un tratamiento médico para volver a ser padre, la AFA ratificó su decisión en noviembre de 2020. El Tanque reclamó en la justicia ordinaria y obtuvo una medida cautelar que le permitió al atacante continuar jugando. En el medio, quienes patrocinan al delantero pidieron una revisión y la contraprueba quedó envuelta en un halo de dudas sobre si habría perdido la cadena de frío necesaria en el camino.
Sin embargo, tras el parate, el juez dejó caer la cautelar y Silva empezó a cumplir una suspensión de dos años. Pero continuó con su peregrinar para probar su inocencia y poder volver a ejercer su derecho al trabajo.

### Aldosivi
Tras estar sin jugar profesionalmente durante 697 días debido a la suspensión, finalmente Santiago Silva retornó a las canchas el 3 de enero de 2022, como jugador del Club Atlético Aldosivi luego de la sanción cumplida. El 18 de marzo de 2022, después de dos años sin meter un gol, Silva convirtió el 3 a 1 frente a Patronato de tiro libre.
Jugó todo el año 2022 para el club marplatense en Primera, campaña en la cual Aldosivi descendió a la segunda división. En total convirtió 3 goles.

## Retiro del fútbol profesional
En 2023, tuvo un breve ciclo en El Palo de España donde utilizó esa experiencia para hacer base en la ciudad de Málaga y abrir su propio restaurante. Ya alejado del estrés que transmiten los campos de juego, el delantero disfruta la rutina al mando de "Silvando".

## Récord
Con 162 conquistas (133 en Primera División) en equipos de Argentina, es el futbolista uruguayo con más goles logrados para los clubes de ese país, sumando competencias locales e internacionales. Con esta marca superó a Enzo Francescoli, que logró 137 goles (115 en Primera División), en su paso por River Plate.

## Estadísticas
- Actualizado al 10 de febrero de 2024

| Central Español · Uruguay |               |               |     |     |    |    |    |    |     |     |
| 2.ª | 1998          | 0             | 0   | —   | —  | —  | —  | 0  | 0   |     |
| 2.ª | 1999          | 3             | 1   | —   | —  | —  | —  | 3  | 1   |     |
| 1.ª | 2006          | 13            | 3   | —   | —  | —  | —  | 13 | 3   |     |
| Total club | Total club    | 16            | 4   | 0   | 0  | 0  | 0  | 16 | 4   |     |
| River Plate · Uruguay |               |               |     |     |    |    |    |    |     |     |
| 1.ª | 1999          | 10            | 7   | —   | —  | —  | —  | 10 | 7   |     |
| 1.ª | 2000          | 18            | 8   | —   | —  | —  | —  | 18 | 8   |     |
| 1.ª | 2003          | 10            | 7   | —   | —  | —  | —  | 10 | 7   |     |
| Total club | Total club    | 38            | 22  | 0   | 0  | 0  | 0  | 38 | 22  |     |
| Defensor Sporting · Uruguay |               |               |     |     |    |    |    |    |     |     |
| 1.ª | 2001          | 14            | 8   | —   | —  | 5  | 1  | 19 | 9   |     |
| Total club | Total club    | 14            | 8   | 0   | 0  | 5  | 1  | 19 | 9   |     |
| Corinthians · Brasil |               |               |     |     |    |    |    |    |     |     |
| 1.ª | 2002          | 5             | 0   | —   | —  | —  | —  | 5  | 0   |     |
| Total club | Total club    | 5             | 0   | 0   | 0  | 0  | 0  | 5  | 0   |     |
| Nacional · Uruguay |               |               |     |     |    |    |    |    |     |     |
| 1.ª | 2002          | 7             | 0   | —   | —  | 3  | 0  | 10 | 0   |     |
| Total club | Total club    | 7             | 0   | 0   | 0  | 3  | 0  | 10 | 0   |     |
| Energie Cottbus · Alemania |               |               |     |     |    |    |    |    |     |     |
| 2.ª | 2003-04       | 32            | 9   | —   | —  | —  | —  | 32 | 9   |     |
| Total club | Total club    | 32            | 9   | 0   | 0  | 0  | 0  | 32 | 9   |     |
| Beira Mar Portugal |               |               |     |     |    |    |    |    |     |     |
| 1.ª | 2004-05       | 30            | 8   | —   | —  | —  | —  | 30 | 8   |     |
| Total club | Total club    | 30            | 8   | 0   | 0  | 0  | 0  | 30 | 8   |     |
| Newell's Old Boys Argentina |               |               |     |     |    |    |    |    |     |     |
| 1.ª | 2005-06       | 14            | 4   | —   | —  | 2  | 0  | 16 | 4   |     |
| Total club | Total club    | 14            | 4   | 0   | 0  | 2  | 0  | 16 | 4   |     |
| Gimnasia y Esgrima LP Argentina |               |               |     |     |    |    |    |    |     |     |
| 1.ª | 2006-07       | 33            | 13  | —   | —  | 8  | 1  | 41 | 14  |     |
| 1.ª | 2007-08       | 3             | 1   | —   | —  | —  | —  | 3  | 1   |     |
| 1.ª | 2018-19       | 21            | 5   | 13  | 5  | —  | —  | 34 | 10  |     |
| Total club | Total club    | 57            | 19  | 13  | 5  | 8  | 1  | 78 | 25  |     |
| Vélez Sarsfield Argentina |               |               |     |     |    |    |    |    |     |     |
| 1.ª | 2007-08       | 27            | 10  | —   | —  | —  | —  | 27 | 10  |     |
| 1.ª | 2008-09       | 6             | 0   | —   | —  | —  | —  | 6  | 0   |     |
| 1.ª | 2009-10       | 9             | 5   | —   | —  | 6  | 4  | 15 | 9   |     |
| 1.ª | 2010-11       | 32            | 18  | —   | —  | 11 | 4  | 43 | 22  |     |
| 1.ª | 2011-12       | 2             | 1   | —   | —  | —  | —  | 2  | 1   |     |
| Total club | Total club    | 76            | 34  | 0   | 0  | 17 | 8  | 93 | 42  |     |
| Banfield Argentina |               |               |     |     |    |    |    |    |     |     |
| 1.ª | 2008-09       | 17            | 9   | —   | —  | —  | —  | 17 | 9   |     |
| 1.ª | 2009-10       | 18            | 14  | —   | —  | —  | —  | 18 | 14  |     |
| 1.ª | 2016          | 14            | 4   | 1   | 0  | —  | —  | 15 | 4   |     |
| 1.ª | 2016-17       | 12            | 7   | 1   | 0  | 2  | 0  | 15 | 7   |     |
| Total club | Total club    | 61            | 34  | 2   | 0  | 2  | 0  | 65 | 34  |     |
| Fiorentina · Italia |               |               |     |     |    |    |    |    |     |     |
| 1.ª | 2011-12       | 12            | 1   | 1   | 0  | —  | —  | 13 | 1   |     |
| Total club | Total club    | 12            | 1   | 1   | 0  | 0  | 0  | 13 | 1   |     |
| Boca Juniors Argentina |               |               |     |     |    |    |    |    |     |     |
| 1.ª | 2011-12       | 10            | 2   | 2   | 1  | 11 | 3  | 23 | 6   |     |
| 1.ª | 2012-13       | 28            | 11  | 1   | 0  | 3  | 2  | 32 | 13  |     |
| Total club | Total club    | 38            | 13  | 3   | 1  | 14 | 5  | 55 | 19  |     |
| Lanús Argentina |               |               |     |     |    |    |    |    |     |     |
| 1.ª | 2013-14       | 33            | 11  | —   | —  | 18 | 3  | 51 | 14  |     |
| 1.ª | 2014          | 18            | 1   | 1   | 0  | 5  | 2  | 24 | 3   |     |
| 1.ª | 2015          | 3             | 1   | —   | —  | —  | —  | 3  | 1   |     |
| Total club | Total club    | 54            | 13  | 1   | 0  | 23 | 5  | 78 | 18  |     |
| Arsenal Argentina |               |               |     |     |    |    |    |    |     |     |
| 1.ª | 2015          | 20            | 7   | 1   | 1  | 2  | 0  | 23 | 8   |     |
| Total club | Total club    | 20            | 7   | 1   | 1  | 2  | 0  | 23 | 8   |     |
| Universidad Católica · Chile |               |               |     |     |    |    |    |    |     |     |
| 1.ª | 2016-17       | 11            | 2   | —   | —  | 6  | 3  | 17 | 5   |     |
| 1.ª | 2017          | 11            | 1   | 4   | 0  | —  | —  | 15 | 1   |     |
| Total club | Total club    | 22            | 3   | 4   | 0  | 6  | 3  | 32 | 6   |     |
| Talleres (C) Argentina |               |               |     |     |    |    |    |    |     |     |
| 1.ª | 2017-18       | 13            | 4   | —   | —  | —  | —  | 13 | 4   |     |
| Total club | Total club    | 13            | 4   | 0   | 0  | 0  | 0  | 13 | 4   |     |
| Argentinos Juniors Argentina |               |               |     |     |    |    |    |    |     |     |
| 1.ª | 2019-20       | 21            | 4   | 3   | 1  | 2  | 0  | 26 | 5   |     |
| Total club | Total club    | 21            | 4   | 3   | 1  | 2  | 0  | 26 | 5   |     |
| Aldosivi Argentina | 1.ª           | 2022          | 24  | 1   | 15 | 2  | 0  | 0  | 39  | 3   |
| Aldosivi Argentina | Total club    | Total club    | 24  | 1   | 15 | 2  | 0  | 0  | 39  | 3   |
| El Palo · España | 5.ª           | 2023          | 14  | 2   | -  | -  | -  | -  | 14  | 2   |
| El Palo · España | Total club    | Total club    | 14  | 2   | 0  | 0  | 0  | 0  | 14  | 2   |
| Total carrera | Total carrera | Total carrera | 568 | 190 | 43 | 10 | 84 | 23 | 695 | 223 |
| (1) Incluye datos de Copa Italia, Copa Argentina, Supercopa de Argentina, Copa Chile y Supercopa de Chile. (2) Incluye datos de Copa Libertadores, Copa Sudamericana, Copa Suruga Bank y Recopa Sudamericana. (3) No incluye goles en partidos amistosos. |               |               |     |     |    |    |    |    |     |     |

## Palmarés

### Campeonatos nacionales
| Título                        | Equipo          | País      | Año    |
| ----------------------------- | --------------- | --------- | ------ |
| Campeonato Uruguayo           | Nacional        | Uruguay   | 2002   |
| Primera División de Argentina | Banfield        | Argentina | A-2009 |
| Primera División de Argentina | Vélez Sarsfield | Argentina | C-2011 |
| Copa Argentina                | Boca Juniors    | Argentina | 2012   |

### Campeonatos internacionales
| Título            | Equipo | Sede  | Año  |
| ----------------- | ------ | ----- | ---- |
| Copa Sudamericana | Lanús  | Lanús | 2013 |

### Distinciones individuales
| Distinción                                                     | Año    |
| -------------------------------------------------------------- | ------ |
| Máximo goleador de la Primera División de Argentina (14 goles) | A-2009 |
| Máximo goleador de la Primera División de Argentina (11 goles) | A-2010 |
| Parte del Equipo Ideal de América                              | 2010   |